# ناوكي سانو
ناوكي سانو (باليابانية: 佐野巧真؛ بالكانا: さの たくま) هو فنان قتال مختلط ياباني، ولد في 2 فبراير 1965 في توماكوماي في اليابان.

## وصلات خارجية
- ناوكي سانو على موقع شيردوغ (الإنجليزية)
- ناوكي سانو على موقع CageMatch worker (الإنجليزية)
- ناوكي سانو على موقع قاعدة بيانات المصارعة على الإنترنت (الإنجليزية)